# Spitsmuizen
De spitsmuizen (Soricidae) vormen een grote familie van zoogdieren uit de orde der insecteneters (Eulipotyphla). Niettegenstaande de naam behoren de spitsmuizen dus niet tot de orde van de knaagdieren zoals de muizen. De familie omvat 488 verschillende soorten in 28 geslachten en is daarmee een van de grootste zoogdierfamilies. Spitsmuizen hebben een extreem hoge hartslag, van 600 tot 1200 slagen per minuut bij verhoogde intensiteit. Ze leven relatief kort, maximaal 2,5 jaar.

## Kenmerken
Spitsmuizen zijn kleine, muisachtige dieren met een spitse snuit en korte poten. De ogen zijn klein, maar daarentegen zijn het gehoor en reukvermogen goed ontwikkeld. Ze hebben korte haartjes, meestal bruinachtig of grijs van kleur.
Spitsmuizen bezitten een cloaca, een primitieve uitgang van zowel het voortplantings- als het spijsverteringsstelsel. Bij de meeste zoogdieren zijn deze uitgangen gescheiden. De speekselklieren scheiden een giftige substantie uit. De spitsmuizen behoren tot de kleinste zoogdieren. Het op een na kleinste zoogdier is de wimperspitsmuis. Alleen de Thaise varkensneusvleermuis is kleiner. Een andere, niet nauw aan de wimperspitsmuis verwante Europese spitsmuis, de kleine dwergspitsmuis, wordt iets groter.

## Leefwijze
Het grootste deel van de soorten leeft alleen en is zowel 's nachts als overdag actief. Spitsmuizen zijn in hoofdzaak carnivoor, maar eten daarnaast soms plantaardig voedsel. Veel spitsmuizen zijn insectivoor.

## Classificatie
Spitsmuizen worden tegenwoordig in de volgende onderfamilies en geslachten ingedeeld:
- Amphisorex†
- Crocidosorex†
- Mysarachne†
- Oligosorex†
- Planisorex†
- Siwalikosorex†
- Onderfamilie Heterosoricinae†
  - Dinosorex†
  - Domninia†
  - Gobisorex†
  - Heterosorex†
  - Ingentisorex†
  - Lusorex†
  - Mongolosorex†
  - Paradomnina†
  - Pseudotrimylus†
  - Quercysorex†
  - Trimylus†
  - Wilsonosorex†
- Onderfamilie Limnoecinae†
  - Tribus Limnoecini†
    - Augustidens†
    - Limnoecus†
    - Stirtonisorex†

  - Tribus Allosoricini†
    - Allosorex†
    - Paenelimnoecus†
- Onderfamilie Myosoricinae. Werden tot voor kort tot de Crocidurinae gerekend, maar zijn in feite nauwer verwant aan de Soricinae. Daarom worden ze nu tot een aparte onderfamilie gerekend. Ze komen alleen voor in Afrika ten zuiden van de Sahara. Er zijn 17 soorten.
  - Congosorex (Congospitsmuizen). 3 soorten. Stroomgebied van de Congo en Tanzania.
  - Myosorex (Muisspitsmuizen). 19 soorten. Afrika ten zuiden van de Sahara.
  - Surdisorex 3 soorten. Bergen van Kenia. Kameroen tot Zuid-Afrika.
- Onderfamilie Soricinae (Roodtandspitsmuizen) (Sorex en Neomys in Europa), hebben tanden en kiezen met oranje punten en komen voor in Eurazië, Noord-Amerika, Midden-Amerika, Colombia, Venezuela, Ecuador en Peru. Er zijn zo'n 143 soorten.
  - Deinsdorfia†
  - Hemisorex†
  - Peisorex†
  - Zelceinae†
  - Tribus Anourosoricini
    - Anourosorex (Molspitsmuizen), 4 soorten. Taiwan, Noordoost-India, Zuidwest-China en Noord-Myanmar.

  - Tribus Blarinellini
    - Blarinella (Aziatische kortstaartspitsmuizen), 2 soorten. Noord-Myanmar, Yunnan, Sichuan, Shaanxi en Gansu.
    - Parablarinella, 2 soorten. China.

  - Tribus Blarinini
    - Adeloblarina†
    - Blarina (Kortstaartspitsmuizen), 5 soorten. Noord-Amerika van Oost-Canada tot Florida.
    - Blarinoides†
    - Cryptotis (Kortoorspitsmuizen), 54 soorten. Zuidoost-Canada tot de Andes van West-Venezuela en Noord-Peru.
    - Mafia†
    - Paracryptotis†
    - Shikamainosorex†
    - Sulimskya†
    - Tregosorex†

  - Tribus Nectogalini
    - Allopachyura†
    - Amblycoptus†
    - Anourosoricodon†
    - Arctisorex†
    - Beckiasorex†
    - Beremendia†
    - Chimarrogale (Aziatische waterspitsmuizen), 8 soorten. Kasjmir, Myanmar, Laos en Malakka, Sumatra en Borne tot China, Taiwan en Japan.
    - Chodsigoa, 10 soorten. China, Myanmar, Taiwan, Thailand, Vietnam.
    - Crusafontina†
    - Episoriculus, 7 soorten. China, India, Myanmar, Nepal, Vietnam.
    - Hesperosorex†
    - Macroneomys†
    - Nectogale, 2 soorten. Tibet, Nepal, Sikkim, Bhutan, Noord-Myanmar, Yunnan, Sichuan en Shaanxi.
    - Nectogalinia†
    - Neomys (Waterspitsmuizen), 4 soorten. Europa tot Korea en Sachalin.
    - Neomysorex†
    - Nesiotites†, 3 soorten. Eilanden in Middellandse Zee.
    - Paranourosorex†
    - Pseudosoriculus, 1 soort. Taiwan.
    - Soriculus, 5 soorten. China en langs de Himalaya tot Kasjmir.

  - Tribus Notiosoricini
    - Megasorex (Grote woestijnspitsmuis), 1 soort. Zuidwest-Mexico.
    - Notiosorex (Woestijnspitsmuizen), 5 soorten. Zuidelijke Verenigde Staten en Noord-Mexico.

  - Tribus Soricini
    - Alloblarinella†
    - Alluvisorex†
    - Anchiblarinella†
    - Antesorex†
    - Carposorex†
    - Clapasorex†
    - Cokia†
    - Dimylosorex†
    - Drepanosorex†
    - Florinia†
    - Lartetium†
    - Paenepetenyia†
    - Petenyia†
    - Sorex 89 soorten. Palearctis en Nearctis.
    - Srinitium†
    - Ulmensia†
- Onderfamilie wittandspitsmuizen (Crocidurinae) (Suncus en Crocidura in Europa) hebben een gebit zonder oranje punten en komen voor in Eurazië, zuidelijk en oostelijk tot de Filipijnen, Celebes en Flores en in Afrika. Er zijn 208 soorten.
  - Crocidura 220 soorten. Afrika, Europa, Azië, zuidoostelijk tot Celebes, Timor en de Filipijnen.
  - Diplomesodon (Gevlekte spitsmuizen), 1 soort. Wolga tot Balkashmeer (Kazachstan).
  - Feroculus (Spitsmuis van Kelaart), 1 soort. Sri Lanka.
  - Miosorex†
  - Palawanosorex 2 soorten. Borneo en de Filipijnen.
  - Paracrocidura 3 soorten. Centraal-Afrika.
  - Ruwenzorisorex 1 soort. Oostelijke DR Kongo, Oeganda, Rwanda.
  - Scutisorex, 2 soorten. Oeganda, Rwanda, Burundi, DR Congo.
  - Similisorex†
  - Solisorex (Pearsonspitsmuis), 1 soort. Sri Lanka.
  - Soricella†
  - Suncus (Dikstaartspitsmuizen), 18 soorten. Afrika, Madagaskar, zuidelijke Palearctis en het grootste deel van de Orientalis.
  - Sylvisorex 15 soorten. Tropische bossen van Afrika ten zuiden van de Sahara.

## Enkele Europese soorten
Enkele van de ruim 60 voorkomende soorten in Europa zijn:
- Bergspitsmuis (Sorex alpinus)
- Bosspitsmuis (Sorex araneus)
- Dwergspitsmuis (Sorex minutus)
- Huisspitsmuis (Crocidura russula)
- Kleine dwergspitsmuis (Sorex minutissimus)
- Tuinspitsmuis (Crocidura suaveolens)
- Tweekleurige bosspitsmuis (Sorex coronatus)
- Veldspitsmuis (Crocidura leucodon)
- Waterspitsmuis (Neomys fodiens)
- Wimperspitsmuis (Suncus etruscus)
- Zimmermanns spitsmuis (Crocidura zimmermanni)

Mollen · Egels · Spitsmuizen · Solenodons · Nesophontidae